# Vitória do Jari
Vitória do Jari is een gemeente in de Braziliaanse deelstaat Amapá. De gemeente telt 11.519 inwoners (schatting 2009).

## Geografie

### Hydrografie
De plaats ligt aan de rivier de Jari die de grens vormt met de staat Pará en uitmondt in de rivier de Amazone. De rivier de Cajari mondt uit in de Amazone en maakt deel uit van de gemeentegrens.
Aan de andere oever van de Amazone rivier grenst de gemeente aan het eiland Ilha Grande de Gurupá.

### Aangrenzende gemeenten
De gemeente grenst aan Laranjal do Jari, Mazagão en Almeirim (PA).
Over het water van de rivier de Amazone grenst de gemeente aan Gurupá (PA).

### Beschermd gebied

#### Bosgebied
- Reserva Extrativista do Rio Cajari

## Verkeer en vervoer

### Wegen
Vitória do Jari is via een onverharde weg verbonden met Laranjal do Jari en de hoofdweg BR-156.